# Камікадзе (1922)
Камікадзе (Kamikaze, яп. 神風) — ескадрений міноносець Імперського флоту Японії, який взяв участь у Другій світовій війні.
Корабель, який став першим (за датою закладання) серед есмінців типу «Камікадзе», спорудили 1922 року на верфі компанії Mitsubishi в Нагасакі.
Станом на грудень 1941-го Камікадзе належав до 1-ї дивізії ескадрених міноносців, яка підпорядковувалась військово-морському округу Омінато (Ominato Guard District). Протягом трьох років есмінець діяв у північній зоні, займаючись патрульно-ескортною службою на Хоккайдо (включаючи протоки Цугару та Лаперуза) та Курильських островах.
З 9 лютого по 8 березня 1944-го есмінець пройшов ремонт у Хакодате.
8 вересня 1944-го в Охотському морі за дві сотні кілометрів на північний захід від курильського острова Уруп був торпедований підводним човном есмінець «Намікадзе». Оскільки останньому відірвало корму, Камікадзе узяв його на буксир та привів до порту Отару (західне узбережжя Хоккайдо), при цьому на завершальному етапі переходу з 11 по 13 вересня охорону забезпечував есмінець «Нокадзе».
23 жовтня 1944-го Камікадзе разом із фрегатом повів з Шумшу (Курильські острови) конвой WO-303. На переході 25 жовтня підводний човен потопив транспорт «Хакуйо-Мару» (Hakuyo Maru), разом з яким загинуло близько 1400 осіб (переважно військовослужбовці). При цьому проведена Камікадзе контратака глибинними бомбами виявилась безрезультатною.
З 7 грудня 1944 по 10 січня 1945 Камікадзе проходив ремонт у Омінато.
26 січня 1945-го Камікадзе разом з есмінцем «Нокадзе» вийшли з японського порту Моджі для супроводу конвою HI-91 (мав намір пройти до Сінгапура). 29 січня один із транспортів та фрегат охорони були потоплені підводним човном, а «Камікадзе» провів порятунок вцілілих. Після цього обидва есмінці відокремились від конвою та попрямували до корейського порту Чінкай (наразі частина міста Чханвон), а 29 січня — 3 лютого здійснили перехід звідси до Кіруну (наразі Цзілун на Тайвані). Невдовзі їх вирішили залучити до операції з виведення до Японії 2 лінкорів-авіаносців, що перебували в Сінгапурі. 11 лютого Камікадзе та «Нокадзе» прибули до Мако (база на Пескадорських островах у південній частині Тайванської протоки), а 14 лютого приєднались до охорони зазначених лінкорів (вийшли з Сінгапуру 10 лютого). Ввечері 15 лютого загін досягнув островів Мацзу біля узбережжя материкового Китаю в північній частині Тайванської протоки, де Камікадзе та «Нокадзе»  мав замінити есмінець «Сіокадзе». Після цього 2 есмінці попрямували до Мако та прибули туди вранці 16 числа.
Ввечері 16 лютого 1945-го «Камікадзе та „Нокадзе“ рушили до Сінгапуру. Вночі 20 лютого за сотню кілометрів на північний схід від бухти Камрань (центральна частина в'єтнамського узбережжя) підводний човен потопив „Нокадзе“, після чого „Камікадзе“ зміг підібрати 21 вцілілого моряка. 22 лютого Камікадзе прибув до Сінгапуру.
У Південно-Східній Азії Камікадзе залучили до охорони вцілілих важких крейсерів, яких уже більше не посилали в бойові рейди, а використовували як швидкохідний транспорт для перевезення військ та припасів. Так, 9—14 квітня 1945-го Камікадзе супроводжував крейсер „Хагуро“ у переході з Сінгапуру до Батавії та назад. Невдовзі після цього есмінець ескортував крейсер „Асігара“, який так само відвідав Батавію, а 24 квітня повернувся до Сінгапуру.
Наступного місяця японське командування спробувало зняти війська з Андаманських островів, для чого виділило „Хагуро“ та Камікадзе, що 9 травня 1945-го полишили Сінгапур. Британське командування отримало інформацію про цей вихід та вирішило спробувати знищити крейсер, для чого виділило значні сили. 10 травня повітряна розвідка японців помітила ворожі кораблі, після чого Хагуро і Камікадзе повернули назад та 11 числа прибули в Сінгапур. Втім, це не означало відмови від операції. 13 травня Камікадзе дозаправився від „Асігара“, а 14 числа разом з „Хагуро“ знову вийшов у море. Після опівдня 15 травня надійшли повідомлення про виявлення авіарозвідкою ворожого крейсера та двох есмінців у районі північного завершення Суматри і японські кораблі знову дістали наказ на розворот. Втім, це вже не допомогло уникнути зіткнення з британцями, які вислали вперед швидкохідні есмінці. Невдовзі після опівночі 16 травня „Хагуро“ зустрівся з 5 есмінцями, які, готуючись до бою, вишикувались напівкільцем, а при наближенні ворога атакували його з кількох сторін торпедами та вступили в артилерійський бій. Дещо більш ніж за годину після ураження першою торпедою „Хагуро“ затонув. Камікадзе зазнав певних пошкоджень від влучання ворожих снарядів, загинуло 27 членів його екіпажу, проте есмінець зміг відірватись від ворога та прибув до Пенангу (база ВМФ на західному узбережжі півострова Малакка). 17 травня Камікадзе здійснив вихід до місця бою та підібрав понад три сотні моряків з „Хагуро“.
4—5 червня 1945-го „Асігара“ в супроводі „Камікадзе“ вчергове пройшов з Сінгапуру до Батавії. Під час цього переходу його помітили з американських підводних човнів, інформацію від яких повідомили на британські субмарини, які зайняли позицію в протоці Бангка (між Суматрою та розташованим поруч значно меншим островом Бангка), де очікували перехопити крейсер при поверненні. 7 червня „Асігара“, який прийняв на борт 1600 військовослужбовців, вийшов у зворотній рейс. Під час проходження протокою Бангка з „Камікадзе“ помітили «Треншант», який перебував у надводному положенні, та відігнали його артилерійським вогнем. Втім, HMS Trenchant занурився та зайняв нову позицію, з якої невдовзі після опівдня поцілив крейсер одразу п'ятьма торпедами. „Асігара“ затонув, а Камікадзе» зміг підібрати вісім з половиною сотень моряків з його екіпажу (тобто абсолютну більшість) та лише чотири сотні з бійців, яких перевозив крейсер.
12 червня 1945-го Камікадзе почав ескортувати танкер «Тохо-Мару», який прямував з Сінгапуру до Французького Індокитаю. 15 червня в Сіамській затоці ворожі бомбардувальники потопили танкер та завдали певних пошкоджень «Камікадзе». Втім, останній зміг підібрати близько двохсот моряків з «Тохо-Мару» та повернутись на базу.
Надалі Камікадзе ніс патрульно-ескортну службу між Сінгапуром та Індокитаєм. Зокрема, 17—23 липня 1945-го есмінець супроводив конвой малих танкерів до Ха-Тієн (у Південному Китаї на самій межі з Камбоджею) та назад. Під час цього походу Камікадзе 18 липня біля східного узбережжя Малаї контратакував глибинними бомбами американський підводний човен USS Hawkbill, який дав по конвою невдалий торпедний залп. Субмарина зазнала пошкоджень, які змусили її перервати похід (втім, уже при поверненні вона потопила артилерією чотири невеликі суденця).
12 серпня 1945-го Камікадзе здійснив транспортний рейс до островів Анамбас (дві з половиною сотні кілометрів на північний схід від Сінгапуру).
На момент оголошення про капітуляцію Японії Камікадзе перебував у Сінгапурі. У жовтні 1945-го його виключили зі списків ВМФ та призначили для участі у репатріації японців (по завершенні війни з окупованих територій на Японські острови вивезли кілька мільйонів військовослужбовців та цивільних японської національності). Під час виконання останнього завдання корабель відвідав Бангкок та Сайгон (наразі Хошимін на півдні В'єтнаму).
7 червня 1946-го поблизу мису Омаедзакі (на вході до затоки Суруга) Камікадзе спробував надати допомогу фрегату «Кунасірі», який 4 червня сів на риф. Під час цієї операції сам Камікадзе опинився на рифі та був втрачений.